# Was eine Frau im Frühling träumt (film 1929)
Was eine Frau im Frühling träumt è un film muto del 1929 diretto da Kurt Blachy (come Curt Blachnitzky).

## Produzione
Il film fu prodotto dalla berlinese Arthur Ziehm, Internationale Film Exchange.

## Distribuzione
Distribuito dalla International Film-Exchange, fu presentato a Berlino nel marzo 1929. In Francia, prese il titolo À quoi rêve une femme au printemps.